# Hôtel Viart
L'hôtel Viart (anciennement appelé hôtel de la Chancellerie par certains locaux,), situé à Blois (Loir-et-Cher), est un hôtel particulier classé comme monument historique.
Construit à la Renaissance (milieu XVIe siècle) pour la famille Viart, l'édifice témoigne de l'essor de l'architecture particulière à partir du règne de Louis XII (1498–1515), au cours duquel de nombreuses résidences médiévales ont été reconstruites ou, comme ici, rénovées pour refléter les tendances architecturales de l'époque.

## Localisation
L'hôtel se situe en plein centre-ville de Blois, dans le quartier historique du Puits-Châtel, et forme l'angle entre la rue Pardessus et la rue du Commerce.

## Historique
L'édifice a été érigé sous François Ier, à partir de 1524 au bénéfice de Jacques Ier de Viart, seigneur entre autres de Candé-sur-Beuvron et héritier de la famille blésoise de Viart.

Armoiries de la famille Viart.

Selon l'historien local Louis de La Saussaye, le portail d'entrée comportait originellement une hermine, ce qui signifierait que la famille a été proche de la reine Anne de Bretagne, avant que cet élément décoratif ne soit remplacé par un œil-de-bœuf. La disparition de cette hermine peut s'expliquer par la censure des emblèmes royaux au moment de la Révolution, mais aucune preuve n'a été fournie pour confirmer cette thèse.

## Architecture
La façade de l'hôtel Viart est notable pour son portail orné, dont les piédroits, l'archivolte en plein cintre, les pilastres latéraux et la frise de l'entablement sont richement décorés d'arabesques, offrant une esthétique élégante et détaillée. Autrefois, le fronton triangulaire abritait une représentation d'hermine, ajoutant une touche distinctive à l'ensemble architectural,.
Un couloir couvert par une voûte d'ogives à liernes et tiercerons s'étend à partir du portail, ajoutant à la grandeur et à l'impression d'entrée majestueuse de l'édifice. La façade présente une série de pilastres ornés de motifs sobres, tels que des losanges et des cercles moulurés, ainsi que des chapiteaux à volutes, apportant une élégance discrète à la composition architecturale.
La tour d'escalier est intégrée à la façade principale par le biais de deux étages de galeries, qui s'ouvrent par de grands arcs surbaissés et sont surmontés de plafonds à caissons. Un écusson sculpté, situé à la clef de l'arc du portail, conserve des détails distinctifs, notamment un chef orné de coquilles, suggérant une possible association avec la famille Viart.

## Patrimonialité

### Protection et Label
L'hôtel Viart fait partie des monuments historiques depuis 1929.

### Statut juridique
Bien que classé monument historique, l'hôtel Viart reste une propriété privée. Son statut juridique en tant que tel assure sa préservation tout en respectant les droits de ses propriétaires actuels.